# Love Bites (Buzzcocks)
Love Bites è il secondo album della punk band Buzzcocks.

## Tracce
1. Real World
2. Ever Fallen in Love
3. Operator's Manual
4. Nostalgia
5. Just Lust
6. Sixteen Again
7. Walking Distance
8. Love Is Lies
9. Nothing Left
10. E.S.P.
11. Late For The Train
12. Love You More*
13. Noise Annoys*
14. Promises*
15. Lipstick*

(i brani contenuti solo nella versione ripubblicata in seguito sono rappresentanti con un *).

## Formazione
- Pete Shelley -  voce e chitarra
- Steve Diggle -  chitarra e voce
- Steve Garvey - basso
- John Maher - batteria